# 이호롬베구

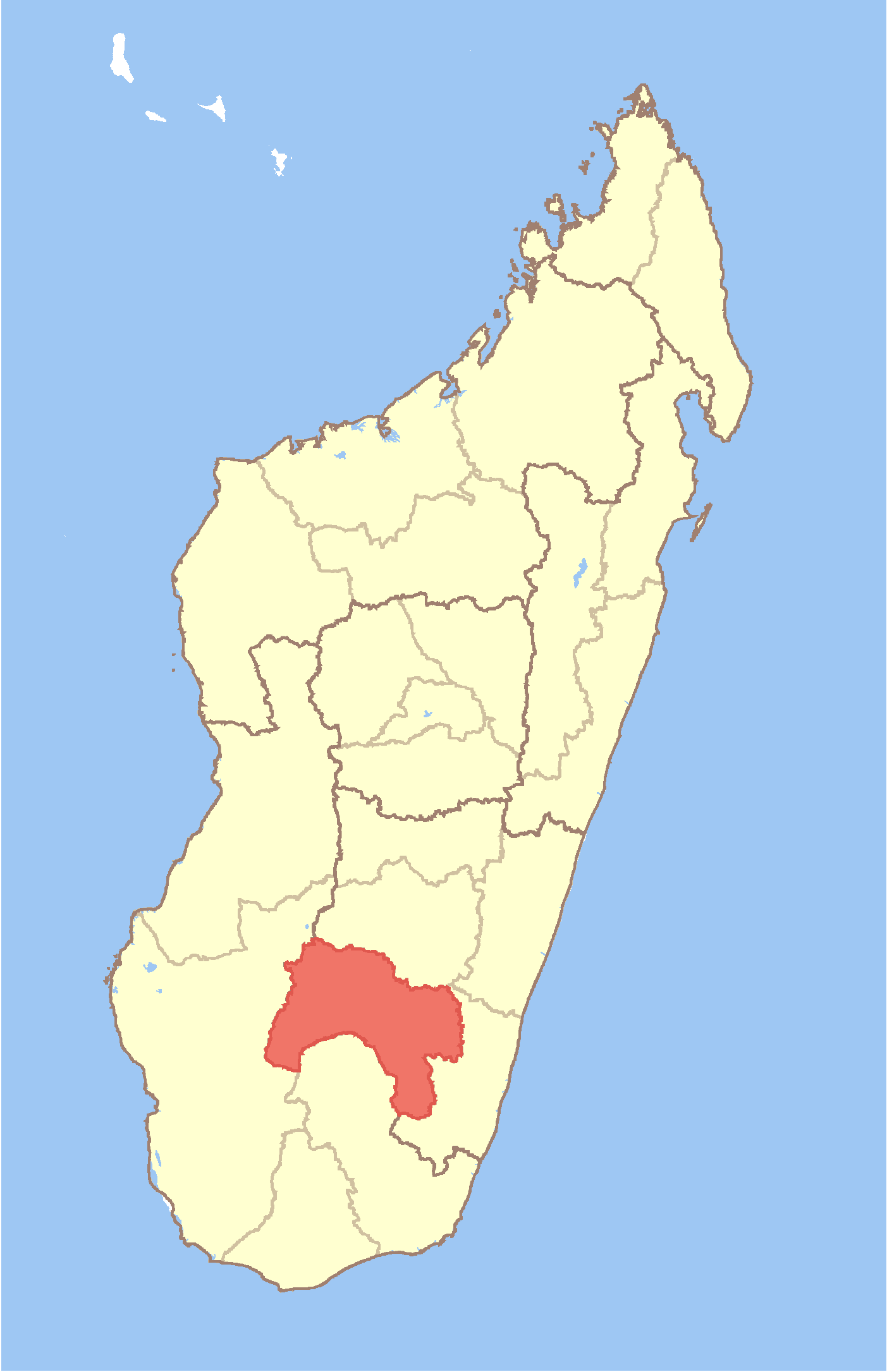
이호롬베 구의 위치

이호롬베구(말라가시어: Ihorombe)는 마다가스카르 남부에 위치한 구로 행정 중심지는 이호시이며 면적은 26,391km2, 인구는 189,200명(2004년 기준)이다. 북쪽으로는 오트마치아트라 구, 동쪽으로는 아치모아치나나나 구, 남쪽으로는 아노시 구, 서쪽으로는 아치모안드레파나 구와 접한다. 3개 현을 관할한다.